# Verband Hamburg-Altonaer Fußballclubs
Der Verband Hamburg-Altonaer Fußballclubs (VHAF) war ein lokaler Fußballverband für die Städte Hamburg und Altona. Der VHAF wurde im Sommer 1902 als Alternative für kleine Vereine zum Hamburg-Altonaer Fußball-Bund gegründet. 
Nur drei Mitgliedsvereine wurden genannt, die an den Meisterschaftsspielen teilnehmen sollten: FC St. Pauli 1900 (der nichts mit dem erst Anfang 1924 aus dem Hamburg-St. Pauli TV 1862 hervorgegangenen FC St. Pauli zu tun hat) sowie FC Excelsior 1900 und SC Favorit 1900.
Ob die Punkterunde auch tatsächlich ausgetragen und wer Meister wurde, ist nicht nachvollziehbar, da über den Verband Hamburg-Altonaer Fußballclubs in zeitgenössischen Zeitungen nicht weiter berichtet wird.

## Meister des Verbandes Hamburg-Altonaer Fußballclubs
- Saison 1902/03:
  - Meister: unbekannt ob Meisterschaft auch tatsächlich ausgetragen wurde